# Rum Millet
Rūm millet (millet-i Rûm), ali "rimski narod", je bil naziv za pravoslavno versko etnijo v sestavu osmanskega imperija.
Po padcu Vzhodnega rimskega imperija, so njegovi prebivalci prešli pod oblast Osmanov, ki se je kazala kot strpna, a je obravnavala kristjane kot drugorazredne državljane. ti so bili žrtve zatiranja in vnaprej določenih sodnih procesov, njihove otroke pa so kot krvni davek pobirali od družin za urjenje janičarjev - elitnih vojaških enot osmanskega imperija.
Poleg Grkov ("Rimljanov"), so rimski milet sestavljali še Srbi, Bolgari, pravoslavni Albanci, makedonski Slovani, Rusi, sirski kristjani in Gruzijci.